# Прилуцький гуманітарно-педагогічний фаховий коледж імені І. Я. Франка
Прилуцький гуманітарно-педагогічний коледж імені І. Я. Франка — вищий педагогічний навчальний заклад І — ІІ рівнів акредитації у місті Прилуки Чернігівської області.

## Історія
Історія навчального закладу починається на початку XX століття. Його було створено 9 серпня 1915 року як Прилуцька чоловіча учительська семінарія з початковим училищем при ній. У цьому ж 1915 році до міста з Польщі була евакуйована Бельська учительська гімназія, яка об'єдналася з Прилуцькою семінарією.
У 1919 році у Прилуцькій семінарії відбувся перший випуск учителів початкової школи, у 1920 році — другий.
5 серпня 1920 року Нарком освіти України постановив перевести всі учительські семінарії на трирічні педагогічні курси. Так відбулася перша реорганізація закладу. З 1925 року педагогічні курси стали педагогічним технікумом, а 8 січня 1927 року педагогічному технікуму присвоєно ім'я І. Я. Франка.
Щорічні випуски Прилуцького педтехнікуму становили 100 осіб. Але така кількість випускників не задовольняла потреби в освітянських кадрах, тому при педтехнікумі у 1928—1929 роках були організовані чотиримісячні та річні педагогічні курси. Це дозволило додатково підготувати 143 спеціалісти, яким надавалося право навчати дітей у початковій школі.
Починаючи з 1931—1933 років, Прилуцький педагогічний технікум готує вихователів для дитячих садків. У грудні 1943 року навчальний заклад здобув статус педагогічного училища. З 1957 року в училищі відкривається відділ виробничого навчання, на якому здобувають професійну освіту майбутні вчителі праці та креслення. 1959 рік став роком першого випуску цього відділення.
21 березня 2006 року Прилуцьке педагогічне училище імені І. Я. Франка реорганізовано в Прилуцький педагогічний коледж імені І. Я. Франка. З вересня 2006 року розпочинає роботу відділення фізичного виховання, на якому здобувають професійну освіту майбутні вчителі фізичного виховання загальноосвітніх навчальних закладів.
Рішенням VI сесії V скликання Чернігівської обласної ради від 29 листопада 2006 року Прилуцький педагогічний коледж імені І. Я. Франка перейменовано на Прилуцький гуманітарно-педагогічний коледж імені І. Я. Франка. 

## Відділення, спеціальності
У структурі Прилуцького гуманітарно-педагогічного коледжу імені І. Я. Франка функціонує 5 відділень, на яких здійснюється підготовка фахівців освітньо-кваліфікаційного рівня «молодший спеціаліст»:
- за спеціальностями освітнього напряму 0101 «Педагогічна освіта»: «Дошкільне виховання», «Початкове навчання», «Трудове навчання», «Фізичне виховання»;
- за спеціальністю «Видавнича справа та редагування», освітній напрям 0302 «Журналістика».

На відділенні дошкільного виховання вчаться студенти спеціальності 5.010101 «Дошкільне виховання». Після завершення навчання їм присвоюється кваліфікація «вихователь дітей дошкільного віку». 
Термін навчання на базі повної загальної середньої освіти — 1 рік 10 місяців. 
Студенти відділення початкового навчання здобувають професійну освіту за спеціальністю 5.010102 «Початкове навчання». Після завершення навчання вони отримують кваліфікацію «вчитель початкової школи». Окрім того студенти мають можливість опанувати додатковими кваліфікаціями «вчитель англійської мови початкової школи», «вчитель інформатики початкової школи». Навчання на відділенні проводиться на базі неповної загальної середньої освіти і триває 3 роки 10 місяців. 
Відділення трудового навчання готує студентів за спеціальністю 5.010103 «Педагогіка і методика середньої освіти. Трудове навчання». Його випускники здобувають кваліфікацію «вчитель трудового навчання та креслення», а також додаткові кваліфікації «вчитель інформатики», «керівник гуртка декоративно-прикладного мистецтва». Термін навчання на відділенні — 3 роки 10 місяців (на базі неповної загальної середньої освіти). 
Відділення фізичного виховання розпочало підготовку кваліфікованих фахівців за спеціальністю 5.010103 «Педагогіка і методика середньої освіти. Фізичне виховання». Після навчання, тривалість якого на базі неповної загальної середньої освіти становить 3 роки 10 місяців, випускники відділення отримують кваліфікацію «вчитель фізичного виховання». 
Навчання студентів за спеціальністю 5.030203 «Видавнича справа та редагування», кваліфікація «молодший редактор, коректор» триває 3 роки 10 місяців (на базі неповної загальної середньої освіти). З 2007—2008 навчального року заклад розпочав підготовку фахівців освітньо-кваліфікаційного рівня «бакалавр» за спеціальностями 6.010101 «Дошкільна освіта», 6.010102 «Початкова освіта», 6.010103 «Технологічна освіта».

## Випускники
- Єгоров Валерій Ігорович (1989—2018) — сержант Збройних сил України, учасник російсько-української війни.